# Литературен кабинет „Иван Богданов“
Литературният кабинет „Иван Богданов“ е част от Националния литературен музей в София.
През юли 1994 г. наследниците на литературния историк, библиограф и архивист Иван Богданов даряват личната библиотека и архива му на Националния литературен музей в София. След научно-техническата им обработка, материалите се съхраняват в обособен литературен кабинет „Иван Богданов“. В него се съхранява значителна част от архива на писателя – ръкописи, документи, снимки и лични вещи, както и личната му библиотека – книги и периодика, наброяваща над 3000 тома.
В сбирка „Архив“ са събрани ръкописите на почти всички публикувани монографии и публикации на Иван Богданов, както и ръкописите на непубликувани и незавършени от него текстове. Тук са и картотеките изработени от Иван Богданов – инструмент за подготовката на справочните му трудове „13 века българска литература“, „Речник на българските псевдоними“ и „Речник на литературните термини“. Кореспонденцията му се състои от близо 2900 броя писма, открити пощенски карти, телеграми, визитни и поздравителни картички, изпращани до Иван Богданов от д-р Никола Михов, Стилиян Чилингиров, Кирил Христов, Стоян Загорчинов, Константин Петканов, Владимир Василев, Любен Цветаров, Иван Мешеков, Димо Минев, Стефан Попвасилев, Кирил Кръстев и други писатели и културни деятели.
В сбирка „Снимки“ има 105 броя оригинални фотографии, 2202 броя фотокопия, ръчно изработени карти, диапозитиви и негативи, служили на Иван Богданов за оформяне на изданията му, 234 броя средноформатни негативи на семейни снимки, заснети от Иван Богданов, 295 броя 35-милиметрови фотоленти, свързани с научната дейност и със семейството му, диапозитиви, микрофилми, пощенски картички, дипляни, албумчета, карти и пътеводители.
В периода 2003 – 2007 г. голяма част от ръкописите, кореспонденцията, картотеките и оригиналните фотографии на литературен кабинет „Иван Богданов“ са дигитализирани в Центъра за документи и архивни фондове при Нов български университет, а през 2014 г. е изготвен електронен каталог на личната му библиотека.